# Hallwood
Hallwood – miasto w Stanach Zjednoczonych, w stanie Wirginia, w hrabstwie Accomack. Ośrodek uprawy marchwi i kapusty, a także przetwórstwa.